# 639 (tal)
639 är det naturliga heltal som följer 638 och följs av 640.

## Matematiska egenskaper
- 639 är ett udda tal.
- 639 är ett sammansatt tal.
- 639 är ett lyckotal.

## Inom vetenskapen
- 639 Latona, en asteroid.